# P55

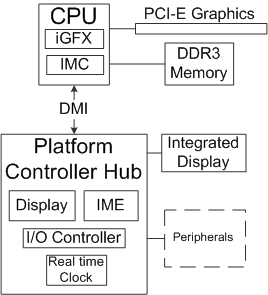
Schéma fonctionnel de la série Intel 5 "Ibex Peak" (ancien nom du P55).

Le chipset P55 d'Intel (anciennement Ibex Peak) fait suite à l'ICH 10. Par rapport à ce dernier, on passe de 6 à 8 ports PCI-e x1, et on conserve la présence de 6 ports SATA, de 12 ports USB 2.0 et d’une interface Gigabit Ethernet.
La liaison entre CPU et P55 se fait par bus DMI.
En novembre 2009, Intel a annoncé une mise à jour de son chipset P55 dont le stepping passe de B2 à B3. Cette révision ne concerne que des évolutions discrètes et reste compatible pin à pin avec la précédente génération et donc ne requiert pas de modification de la carte mère. son introduction nécessite une mis-à-jour du Bios et recommande l'utilisation des pilotes de stockage Intel RST (Rapid Storage Technology) 9.5 à la place de l’ancien pilote MSM (Matrix Storage Manager) 8.9. Elle sera généralisée à partir de février 2010.